# Bizonula le-testui
Bizonula le-testui är en kinesträdsväxtart som beskrevs av François Pellegrin. Bizonula le-testui ingår i släktet Bizonula och familjen kinesträdsväxter. Inga underarter finns listade i Catalogue of Life.